# Max von Bredow (Politiker, 1855)
Max Hermann Wichard Oskar von Bredow (* 14. August 1855 auf Gut Landin, Landkreis Westhavelland, Brandenburg; † 26. Januar 1918 in Rathenow, Landkreis Westhavelland) war Gutsbesitzer und preußischer Politiker.

## Leben

### Herkunft
Max von Bredow war ein Sohn des Gutsbesitzers Hasso von Bredow (1812–1864), Gutsherr auf Landin und Kriele (heute Ortsteile der Gemeinde Kotzen) sowie königlich preußischer Landrat des Landkreises Westhavelland, und der Valeska Gräfin von Schmettow (1823–1895). Sein älterer Bruder war der spätere Generalleutnant Bernhard von Bredow.

### Werdegang
Von Bredow war königlich preußischer Leutnant a. D. und Gutsbesitzer auf Landin und Kriele. Er war hauptamtlicher Ritterschaftsdirektor am Kur- und Neumärkischen Ritterschaftlichen Kreditinstitut in Berlin und wohnte während dieser Tätigkeit auch in der Hauptstadt. Bredow wurde außerdem Rechtsritter des Johanniterordens. Er gehörte dem Preußischen Abgeordnetenhaus als gewählter Abgeordneter des Wahlkreises Potsdam 7 (Westhavelland, Brandenburg, Zauch-Belzig) von 1891 bis 1905 an und war Mitglied des Preußischen Herrenhauses (auf Präsentation der Familie).
Der Dichter Theodor Fontane (1819–1898) schrieb über eine Begegnung mit Bredow im Jahr 1889: „Die ganze Begegnung war mir wieder sehr interessant, auch ein neuer Beweis dafür, wie bei besseren und feineren Menschen immer Dinge sich geltend machen, die stärker sind, als das politische Vorurteil.“ Wie Fontane, so war Bredow ein Freund kulinarischer Genüsse. Er besaß die Fähigkeit, große Mengen Alkohol problemlos zu vertragen, weshalb es unter den Rathenower Ziethen-Husaren hieß, ihn müssten immer zwei Offiziere einladen, weil es für einen zu teuer würde.

### Familie
Von Bredow heiratete am 17. April 1879 auf Gut Wildenhoff (Landkreis Preußisch Eylau, Ostpreußen) Eugenie Gräfin von Schwerin (* 2. Juli 1860 auf Gut Wildenhoff; † 29. August 1922 auf Gut Landin), die Tochter des kurmärkischen Erbkämmerers und Gutsbesitzers Otto Graf von Schwerin, Fideikommissherr auf den Gütern Walsleben (Brandenburg), Wildenhoff und anderen, und der Eugenie von Borcke (aus dem gräflichen Haus). Das Ehepaar hatte zwei Töchter, Valeska und Elsa, und den Sohn Wichard von Bredow, der Gut Landin mit Kriele erbte und es wiederum an seinem ältesten Sohn Jürgen von Bredow weitergab.